# Апаратне прискорення
В обчислювальній техніці апара́тне приско́рення (англ. hardware acceleration) — це застосування комп'ютерного апаратного забезпечення для виконання деяких функцій ефективніше, ніж є можливим у програмному забезпеченні, яке виконується на ЦП загальнішого призначення. Приклади апаратного прискорення включають прискорення функційності передавання блоків бітів у графічних процесорах (ГП) та апаратне прискорення регулярних виразів для контролю спаму в серверній промисловості.
Традиційно, процесори були послідовними (команди виконуються одна по одній), і розробленими для виконання алгоритмів загального призначення, керованого вибіркою команд (наприклад, переміщення проміжних результатів до та з регістрового файлу). Апаратні прискорювачі покращують виконання конкретного алгоритму, забезпечуючи більшу конкурентність, маючи специфічні тракти проходження даних для його проміжних результатів, і, можливо, знижуючи накладні витрати керування командами. Сучасні процесори є багатоядерними, і часто включають паралельні вузли SIMD; проте апаратне прискорення все одно приносить переваги.
Апаратне прискорення підходить для будь-якого повторюваного, напруженого ключового алгоритму. В залежності від ступеню деталізації, апаратне прискорення може варіюватися від маленького функційного вузла до великого функційного блоку (як оцінка руху в MPEG-2).
Апаратне забезпечення, яке виконує прискорення, якщо воно в окремому від ЦП вузлі, називають апара́тним приско́рювачем (англ. hardware accelerator), або часто конкретніше, 3D-прискорювачем, криптографічним прискорювачем тощо. Ці терміни, проте, є застарілими, й були замінені менш описовими термінами, такими як відеокарта або мережевий адаптер.
В ієрархії процесорів загального призначення, таких як ЦП, більш спеціалізованих процесорів, таких як ГП, реалізацій закріплених функцій на ПКВМ, і реалізацій закріплених функцій на спеціалізованих інтегральних схемах, існує компроміс між гнучкістю та ефективністю, зі зростанням ефективності на порядки, коли будь-яке задане застосування реалізують вище за цією ієрархією.

## Приклади
- Графічний процесор
- Криптографічний прискорювач[en]
- Відео-процесор
- ШІ-прискорювач